# Антонія Тріфена
Антонія Тріфена (дав.-гр. Άντωνία Τρύφαινα, 10 до н. е. — 55) — цариця Полемонового Понту та Колхіди у 21—27 роках.

## Життєпис
Походила з династії Піфодоридів. Донька Полемона I, царя Боспору, Понту, Колхіди, Малої Вірменії та частини Кілікії, і Піфодориди I, онуки Марка Антонія, праонуки Мітрідата VI Евпатора і Тиграна I.
Рано втратила батька, який загинув у війні з племенем аспургами у 8 році до н. е. Після шлюбу її матері з Архелаєм, царем Капподокії, Антонія Тріфена разом з родиною перебралася до Мазаки, столиці цієї держави.
У 12 році вийшла заміж за Котіса VIII, царя сапеїв у Фракії. У 14 році після смерті імператора Октавіана Августа надала значні кошти задля відновлення гаваней і каналів місті Кізік в Малій Азії. В державі чоловіка Антонія перебувала до 18 року, коли в результаті війні Котіса VIII було переможено його стрийком Рескупорідом II, а потім втрачено. В цей період Антонія Тріфена разом з дітьми втекла до Кізіку.
19 року надала свідчення під час імператорського суду на чолі із Тиберієм, де розглядали дії Рескупоріда II. В результаті останнього було засуджено до вигнання в Єгипет, але дорогою вбито. Слідом за цим стала регентшею держави сапеїв при малолітньому синові Реметалку II. Водночас протягом 21—27 років вона номінально керувала Полемоновим Понтом і Колхідою (можливо спільно з Піфодоридою I).
У 38 році перебирається до Риму, де затоваришувала з Антонією Молодшою. Того ж року призначено імператором Калігулою жрицею культу Юлії Друзілли. У 42 році імператор Клавдій призначив Тріфену жрицею культу Лівії Друзілли.
Наприкінці життя перебралася до Кізіку. Є версія, що під впливом проповідей апостола Павла Антонія Тріфена перейшла у християнство. Померла у 55 році.

## Родина
Чоловік — Котіс VIII, цар сапеїв.
Діти:
- Реметалк II, цар у 18—38 роках
- Гепепиріс, дружина Рескупоріда I, царя Боспору
- Котіс IX, цар Малої Вірменії у 38—47 роках
- Піфодорида II, цариця у 38—46 роках